# Маргветі (Зестафоні)
Футбольний клуб «Маргветі» Зестафоні (груз. საფეხბურთო კლუბი მარგვეთი ზესტაფონი) — колишній грузинський футбольний клуб із Зестафоні, що існував у 1990—2000 роках.

## Досягнення
- Ліга Еровнулі
  - Срібний призер (1): 1995–96
- Ліга Пірвелі
  - Срібний призер (1): 1990.